# Sophisti-pop
Il sophisti-pop è un sottogenere della musica pop. Il termine è stato applicato retrospettivamente alla musica che è emersa alla metà degli anni Ottanta nel Regno Unito che incorporava elementi di jazz, soul e pop. La musica etichettata in questa maniera spesso ha fatto un uso esteso di tastiere elettroniche, sintetizzatori e arrangiamenti raffinati, in particolare sezioni di fiati.
Stylus Magazine ha suggerito che gli artisti sono stati influenzati dagli album di Roxy Music e Bryan Ferry Bête Noire e Boys and Girls. Secondo AllMusic, tra i maggiori artisti ci sono i Simply Red, i Sade, i The Style Council, Basia, Swing Out Sister, Prefab Sprout e la prima fatica degli Everything but the Girl.